# MoRA (專輯)
《MoRA》（MoRA，MoRA）是日本音樂家椎名林檎的套裝專輯，同時也是唱片公司為紀念椎名林檎出道十週年所發行的最後一張作品。本張套裝專輯有CD和DVD兩種版本，並採預約發售制，與《無限償還》和《勝訴的新宿舞孃》的黑膠唱片一同於2008年11月25日由EMI Music Japan／Virgin Music發行。
在銷售成績方面，CD套裝專輯在日本Oricon銷售榜上最高位居單週第32名，名列2008年年度銷售榜第859位。而DVD套裝專輯則最高位居單週第25名。

## 專輯概要
《MoRA》是椎名林檎繼7月發行精選輯《我．放電》四個月後，再度發表作品。本張套裝專輯有CD和DVD兩種版本，兩者皆收錄椎名林檎發表的三張原創專輯《無限償還》、《勝訴的新宿舞孃》和《加爾基 精液 栗子花》，並將四張單曲《幸福論》、《真夜中的純潔》、《莖(STEM)～諸侯出遊篇～》與《蘋果之歌》的A面歌曲以特別曲收錄。而在DVD套裝專輯中，還收錄了先前發售的音樂視頻《我。發電》中的螢幕保護程式風格影像，並將所有歌曲以「96kHz／24bit重新數位錄音」。專輯特典部分則包括有「全專輯特製硬紙封面仕樣」、「全曲重新數位化錄音」、「椎名林檎本人親自配音的開啟聲」、「100頁重新編輯的特製精美詞本」、「10周年紀念貼紙3張」、「10周年紀念藝術卡9張」及「10周年紀念珍藏反摺海報」。
在專輯發售時程上，套裝專輯發行的消息最早於2008年10月1日發佈，日本於11月25日發行CD套裝專輯和DVD套裝專輯。台灣則沒有發行CD套裝專輯，反而是於11月28日發行DVD套裝專輯，兩者皆是採進口發行，並沒有台壓版本。
最後，在專輯銷售成績方面，CD套裝專輯在發行當週以8千張的銷售量在日本Oricon銷售榜上位居第32名，總計在Oriocn銷售榜上榜2週，累積銷售達9千張，名列2009年年銷售榜第859位。而DVD套裝專輯在發行當週以5千張的銷售量在銷售榜上位居第25名，總計上榜2週，累積銷售達5千張。

## 收錄曲
本張專輯收錄的歌曲以椎名林檎先前發表的三張原創專輯《無限償還》、《勝訴的新宿舞孃》和《加爾基 精液 栗子花》為主，而四張單曲《幸福論》、《真夜中的純潔》、《莖(STEM)～諸侯出遊篇～》與《蘋果之歌》的A面歌曲則以特別曲收錄。在DVD套裝專輯還收錄了先前發售的音樂視頻《我。發電》中的螢幕保護程式風格影像。

### CD套裝專輯
- Disc-1　《無限償還》、《幸福論（Singer ver.）》
- Disc-2　《勝訴的新宿舞孃》、《真夜中的純潔》
- Disc-3　《加爾基 精液 栗子花》、《莖(STEM)～諸侯出遊篇～》
- Disc-4　《蘋果之歌》（1曲收錄）

### DVD套裝專輯
- Disc-1　《無限償還》、《幸福論（Singer ver.）》
- Disc-2　《勝訴的新宿舞孃》、《真夜中的純潔》
- Disc-3　《加爾基 精液 栗子花》、《莖(STEM)～諸侯出遊篇～》
- Disc-4　《蘋果之歌》（1曲收錄）
- Disc-5,6 《我．放電》（2枚組）

## 銷售排行

### Oricon 銷售榜(日本)
《MoRA》CD套裝專輯於11月25日發行專輯。發行首週，在日本公信榜Oricon的專輯榜2008年11月第4週付的榜單中以8,269張銷售量居單週第32名，同禮拜銷售冠軍為銷售突破15.5萬張中島美嘉的第五張專輯《VOICE 美聲嘉音》、第二名清水翔太的「Umbrella」兩張專輯。總計《MoRA》CD套裝專輯總共在日本公信榜Oricon的專輯榜上榜2週，累積銷售達0.9萬張。
| 名稱                              | Oricon銷售榜 | 最高  | 最高   | 總銷售量 | 累積上榜次數 |
| 名稱                              | Oricon銷售榜 | 排 行 | 銷售量 | 總銷售量 | 累積上榜次數 |
| --------------------------------- | ------------ | ----- | ------ | -------- | ------------ |
| 2008年11月25日 MoRA（CD套裝專輯） | 週銷售排行榜 | #32   | 8,269  | 9,225    | 2週          |
| 2008年11月25日 MoRA（CD套裝專輯） | 月銷售排行榜 | -     | -      | 9,225    | 2週          |
| 2008年11月25日 MoRA（CD套裝專輯） | 年銷售排行榜 | #859  | 9,225  | 9,225    | 2週          |

《MoRA》DVD套裝專輯於11月25日發行。發行首週，在日本公信榜Oricon的DVD榜2008年11月第4週付的榜單中以4,500張銷售量居單週第25名。總計《MoRA》DVD套裝專輯總共在日本公信榜Oricon的DVD榜上榜2週，累積銷售達0.5萬。
| 名稱                               | Oricon銷售榜 | 最高  | 最高   | 總銷售量 | 累積上榜次數 |
| 名稱                               | Oricon銷售榜 | 排 行 | 銷售量 | 總銷售量 | 累積上榜次數 |
| ---------------------------------- | ------------ | ----- | ------ | -------- | ------------ |
| 2008年11月25日 MoRA（DVD套裝專輯） | 週銷售排行榜 | #25   | 4,500  | 5,126    | 2週          |
| 2008年11月25日 MoRA（DVD套裝專輯） | 年銷售排行榜 | -     | -      | 5,126    | 2週          |

## 發行歷史
| 國家 | 發行日期       | 發行形式                | 唱片公司                      | 商品編號          |
| ---- | -------------- | ----------------------- | ----------------------------- | ----------------- |
| 日本 | 2008年11月25日 | CD套裝專輯              | EMI Music Japan／Virgin Music | TOCT-26761～26764 |
| 日本 | 2008年11月25日 | DVD套裝專輯             | EMI Music Japan／Virgin Music | TOBF-5601～5606   |
| 台灣 | 2008年11月28日 | DVD套裝專輯(進口初回盤) | EMI Music Japan／Virgin Music | TOBF-5601～5606   |

## 脚注